# Der Neue Pauly
Der Neue Pauly ist ein altertumswissenschaftliches Fachlexikon in der Tradition von Paulys Realencyclopädie der classischen Altertumswissenschaft (RE), das seit 1996 im Verlag J.B. Metzler erscheint. Er umfasst zwölf Bände, die durch drei Bände Rezeptions- und Wissenschaftsgeschichte sowie eine Supplement-Reihe ergänzt werden.

## Entstehung
Nachdem der Verlag J. B. Metzler alle Rechte an der RE zurückerworben hatte, begann er 1996 damit, eine neue Enzyklopädie zur Antike herauszugeben: Der Neue Pauly. Enzyklopädie der Antike (abgekürzt DNP, vereinzelt auch NP).
Anders als seine Vorgänger RE und Kleiner Pauly stellt Der Neue Pauly zwar auch die klassische Antike in den Mittelpunkt, erweitert das Spektrum jedoch beträchtlich. Die Wurzeln und Grundlagen der griechisch-römischen Welt in den altorientalischen und ägyptischen Kulturen wurden nun eingehender einbezogen, wie auch Wechselwirkungen mit den Nachbarvölkern und Kulturen (Iraner, Semiten, Kelten, Germanen, Slawen), zudem wurde die Byzantinistik aufgenommen. Ebenso wurde verstärkt auf das antike Judentum, das frühe Christentum und den entstehenden Islam eingegangen. Auch die Transformation der Alten Welt im Rahmen der Spätantike wird stärker berücksichtigt, weshalb die Zeit bis zum Jahr 600 nun intensiver behandelt wird. Die Spätantike war zwar durchaus schon in der RE und im KlP behandelt worden, doch nimmt die Epoche nun, dem seit 1970 stark gewachsenen Forschungsinteresse entsprechend, mehr Raum ein.
Das Besondere am Neuen Pauly ist, dass in ihm nicht nur die Bearbeitung der Antike ihren Platz gefunden hat, sondern auch eigene Bände zur Antikenrezeption herausgegeben wurden (Rezeptions- und Wissenschaftsgeschichte). Wie bei früheren Ausgaben des Pauly musste die ursprüngliche Konzeption des Werkes modifiziert werden. Ursprünglich war geplant, zwölf Bände Lexikon der Antike herauszugeben, drei Bände zur Rezeption und einen nach Sachgruppen geordneten Registerband. Tatsächlich erschienen 18 Bände des Lexikons und ein Registerband zum ersten Bereich Altertum, der zudem Listen und Tabellen enthält. Ursprünglich waren für diesen Band auch weitere Informationen, insbesondere Herrscherlisten des Altertums vorgesehen. Aufgrund des Umfangs, den dieser Teil eingenommen hätte, wurde darauf verzichtet. Es wurde dafür eine Reihe von Supplementbänden ins Leben gerufen.
Die ersten von zunächst insgesamt sieben Supplementen erscheinen seit 2004. Der erste Band nahm die Herrscherlisten auf und ergänzte sie um Chronologien und Weiteres. Zudem wurde ein zweiter Registerband für die Rezeptionsbände des Lexikons erstellt. Weitere Bände widmeten sich etwa der Überlieferungsgeschichte mythologischer Stoffe oder antiker Werke und deren Rezeption, aber auch ein Atlas der antiken Welt wurde veröffentlicht. Aufgrund des Erfolges dieser Supplementbände, die Lücken füllen, die der Neue Pauly nicht ausfüllen konnte oder wollte, wurde 2013 eine zweite Serie mit erneut sieben Supplementbänden begonnen, die sich etwa der Prähistorie, den vorgriechisch-römischen Kulturen oder auch dem Byzantinischen Reich widmen, oder bestimmte Zeiten der Rezeption, so den Renaissance-Humanismus und das 18. Jahrhundert umfassen. Mit der Militärgeschichte wird erstmals ein spezielles Thema ausführlicher betrachtet, mit einem Lexikon zu den Germanen erstmals ein sogenanntes „Randvolk“ der klassischen Antike. Die zweite Reihe der Rezeptionsbände sollte bis 2017 abgeschlossen sein, dies verzögerte sich aber um mehrere Jahre. Insgesamt haben über 1600 Autoren etwa 30.000 Artikel und Nachträge zum Neuen Pauly beigetragen.

## Gliederung
Das Werk gliedert sich nunmehr wie folgt:
- Band 1–12: Altertum A–Z. (Band 12 in zwei Teilbänden, Digitalisat im Internet Archive)
  - Band 1: A–Ari. 1996, ISBN 3-476-01471-1.
  - Band 2: Ark–Ci. 1997, ISBN 3-476-01472-X.
  - Band 3: Cl–Epi. 1997, ISBN 3-476-01473-8.
  - Band 4: Epo–Gro. 1998, ISBN 3-476-01474-6.
  - Band 5: Gru–Iug. 1998, ISBN 3-476-01475-4.
  - Band 6: Iul–Lee. 1999, ISBN 3-476-01476-2.
  - Band 7: Lef–Men. 1999, ISBN 3-476-01477-0.
  - Band 8: Mer–Op. 2000, ISBN 3-476-01478-9.
  - Band 9: Or–Poi. 2000, ISBN 3-476-01479-7. (Digitalisat)
  - Band 10: Pol–Sal. 2001, ISBN 3-476-01480-0. (Digitalisat)
  - Band 11: Sam–Tal. 2001, ISBN 3-476-01481-9. (Digitalisat)
  - Band 12/1: Tam–Ve. 2002, ISBN 3-476-01482-7. (Digitalisat)
  - Band 12/2: Ven–Z und Nachträge. 2002, ISBN 3-476-01487-8.
- Band 13–15: Rezeptions- und Wissenschaftsgeschichte A–Z (Band 15 in drei Teilbänden)
  - Band 13: A–Fo. 1999, ISBN 3-476-01483-5.
  - Band 14: Fr–K. 2000, ISBN 3-476-01484-3.
  - Band 15/1: La–Ot. 2001, ISBN 3-476-01485-1.
  - Band 15/2: Pae–Sch. 2002, ISBN 3-476-01488-6.
  - Band 15/3: Sco–Z und Nachträge. 2003, ISBN 3-476-01489-4.
- Band 16: Register. Listen. Tabellen. 2003, ISBN 3-476-01486-X (Register zu den Altertumsbänden des Neuen Pauly; Register zum Rezeptionsteil: Band 4 der Supplemente)

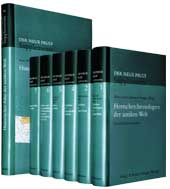
Der Neue Pauly – Erste Reihe der Supplemente

- Supplementbände (in Klammern die Herausgeber):
  - Band 1 (Walter Eder, Johannes Renger): Herrscherchronologien der antiken Welt. Namen, Daten, Dynastien. 2004, ISBN 3-476-01912-8 (Digitalisat).
  - Band 2 (Manfred Landfester): Geschichte der antiken Texte. Autoren- und Werklexikon. 2007, ISBN 3-476-02030-4.
  - Band 3 (Anne-Maria Wittke, Eckart Olshausen, Richard Szydlak): Historischer Atlas der antiken Welt. 2007, ISBN 3-476-02031-2.
  - Band 4 (Manfred Landfester, Brigitte Egger): Register zur Rezeptions- und Wissenschaftsgeschichte. Register zu den Bänden 13 – 15/3 des Neuen Pauly. 2005, ISBN 3-476-02051-7.
  - Band 5 (Maria Moog-Grünewald): Mythenrezeption. Die antike Mythologie in Literatur, Musik und Kunst von den Anfängen bis zur Gegenwart. 2008, ISBN 3-476-02032-0 (Digitalisat).
  - Band 6 (Peter Kuhlmann, Helmuth Schneider): Geschichte der Altertumswissenschaften. Biographisches Lexikon. 2012, ISBN 3-476-02033-9.
  - Band 7 (Christine Walde): Die Rezeption der antiken Literatur. Kulturhistorisches Werklexikon. 2010, ISBN 3-476-02034-7.
  - Band 8 (Peter von Möllendorff, Annette Simonis, Linda Simonis): Historische Gestalten der Antike. Rezeption in Literatur, Kunst und Musik. 2013, ISBN 978-3-476-02468-8.
  - Band 9 (Manfred Landfester): Renaissance-Humanismus. Lexikon zur Antikerezeption. 2014, ISBN 978-3-476-02469-5.
  - Band 10 (Anne-Maria Wittke): Frühgeschichte der Mittelmeerkulturen. Historisch-archäologisches Handbuch. 2015, ISBN 978-3-476-02470-1.
  - Band 11 (Falko Daim): Byzanz. Historisch-kulturwissenschaftliches Handbuch. 2016, ISBN 978-3-476-02422-0.
  - Band 12 (Leonhard Burckhardt, Michael Speidel): Militärgeschichte der griechisch-römischen Antike. Lexikon. 2022, ISBN 978-3-476-02471-8.
  - Band 13 (Joachim Jacob, Johannes Süßmann): Das 18. Jahrhundert. Lexikon zur Antikerezeption in Aufklärung und Klassizismus. 2018, ISBN 978-3-476-02472-5.
  - Band 14 (Konrad Vössing, Matthias Becher, Jan Bemmann): Die Germanen und das Römische Reich. Historisch-archäologisches Lexikon. 2023, ISBN 978-3-476-02473-2.

## Fachgebiete und Herausgeber
Anders als seine Vorgänger wurde der Neue Pauly dezentral herausgegeben, das heißt, dass es neben den beiden Herausgebern Hubert Cancik und Helmuth Schneider Fachgebietsherausgeber gab, die ihre Fachgebiete mehr oder weniger unabhängig bearbeiten konnten. Anders als bei der RE, die noch im Titel nur eine Classische Altertumswissenschaft beschrieb, trug man damit der Aufteilung der Altertumswissenschaften in viele verschiedene Teilgebiete Rechnung. Die Fachrichtungen und deren Herausgeber sind:
- Alte Geschichte: Walter Eder; Karl-Ludwig Elvers; Meret Strothmann
- Christentum: Rudolf Brändle
- Griechische Philologie: Glenn W. Most
- Historische Geographie: Eckart Olshausen
- Judentum, östliches Christentum und byzantinische Kultur: Johannes Niehoff
- Klassische Archäologie: Christoph Höcker (Architekturgeschichte); Dietrich Willers (Sachkultur und Kunstgeschichte)
- Kulturgeschichte: Gerhard Binder
- Lateinische Philologie und Rhetorik: Jörg Rüpke
- Medizin: Vivian Nutton
- Militärwesen: Helmuth Schneider
- Musik: Frieder Zaminer
- Mythologie: Lutz Käppel; Christine Walde
- Naturwissenschaft und Technik: Christian Hünemörder
- Orientalistik: Hans J. Nissen; Johannes Renger
- Philosophie: André Laks
- Recht: Gottfried Schiemann
- Sozial- und Wirtschaftsgeschichte: Helmuth Schneider
- Religion: Andreas Bendlin; Christine Walde
- Sprachwissenschaften: Bernhard Forssman
- Textwissenschaft: Hans-Christian Günther
- Wissenschaftsgeschichte: Helmuth Schneider

Geschäftsführender Herausgeber der Rezeptionsbände waren Manfred Landfester und Helmuth Schneider, Fachbereichsherausgeber für die einzelnen Bereiche:
- Rezeption – Alter Orient: Johannes Renger
- Rezeption – Erziehungswesen: Volker Riedel
- Rezeption – Komparatistik und Literatur: Maria Moog-Grünewald
- Rezeption – Kunst und Architektur: Berthold Hinz
- Rezeption – Länder: Volker Riedel; Bernhard Zimmermann
- Rezeption – Medizin: Vivian Nutton
- Rezeption – Musik: Frieder Zaminer
- Rezeption – Naturwissenschaft und Technik: Christian Hünemörder
- Rezeption – Philosophie: Margita Kranz
- Rezeption – Rechtsgeschichte: Filippo Ranieri
- Rezeption – Religion: Fritz Graf
- Rezeption – Sprachwissenschaften: Bernhard Forssmann
- Rezeption – Staatstheorie und Politik: Beat Näf
- Rezeption – Wissenschafts- und Kulturgeschichte: Manfred Landfester

## Brill’s New Pauly
Seit 2002 erscheint mit Brill’s New Pauly auch eine englische Version des Neuen Pauly. Für die englische Übersetzung sind Christine F. Salazar (Altertum) und Francis G. Gentry (Rezeption) verantwortlich. DNP und Brill’s New Pauly wird sowohl gedruckt wie online publiziert.

## Bewertung
Verschiedene Rezensionen zu den ersten erschienenen Bänden bemängelten unter anderem die Auswahl der Literaturangaben und die Qualität mancher Beiträge, denen man den Termindruck anmerke. Die ersten beiden Bände wurden aufgrund redaktioneller, orthographischer, teilweise auch sachlicher Mängel nicht uneingeschränkt zur Verwendung empfohlen, ab dem vierten Band wurden diese Mängel weitgehend behoben. Positiv gewertet wurden von Anfang an zumeist die Abbildungen und Karten sowie „Dachartikel“ zu übergreifenden Themen wie Architektur, Religion, Sexualität und so weiter; zumeist zuverlässig und aktuell sind die prosopographischen Angaben (Angaben zu historischen Personen), die sonst nur durch Spezialliteratur erschließbar sind. Die Fachterminologie ist erklärt, antike Wörter sind übersetzt und damit auch für Nicht-Fachpersonen zugänglich.
Der Neue Pauly ersetzt an Ausführlichkeit nicht die RE, an Überschaubarkeit und Erschwinglichkeit nicht den Kleinen Pauly. In der Fachwelt wird die wissenschaftliche Bedeutung daher sehr unterschiedlich beurteilt, in der Praxis wird das Lexikon aufgrund der Aktualisierung des Forschungsstandes und der Literaturangaben aber häufig verwendet, insbesondere auch in der universitären Lehre. Es existiert derzeit fächerübergreifend kein Lexikon, das in vergleichbarem Umfang in ähnlich kurzer Zeit entstanden ist und damit, mit den genannten Einschränkungen, die Bandbreite der gegenwärtigen Forschung widerspiegelt. Bekannt wurde der im ersten Band des Neuen Pauly von Mischa Meier verfasste Scherzartikel „apopudobalia“.

### Ausgaben
- Hubert Cancik, Helmut Schneider, Brigitte Egger, Jochen Derlien und andere (Hrsg.): Der Neue Pauly. Enzyklopädie der Antike. 16 Bände (in 19 Teilbänden sowie 6 Supplementbänden). Metzler, Stuttgart/Weimar 1996–2010, ISBN 3-476-01470-3; Neudruck ebenda 2012.
- Hubert Cancik, Helmuth Schneider, Manfred Landfester (Hrsg.): Der Neue Pauly. Enzyklopädie der Antike, Jubiläumsausgabe. Metzler, Stuttgart 2007, ISBN 978-3-476-02223-3 (Das klassische Altertum und seine Rezeptionsgeschichte: 13 Bände Altertum A – Z, 5 Bände Rezeptions- und Wissenschaftsgeschichte, 1 Registerband).
- Hubert Cancik, Helmuth Schneider (Hrsg.): New Pauly Online. Brill, Leiden (deutsche und englische Version, die laufend ergänzt wird).
- Hubert Cancik, Helmuth Schneider, Manfred Landfester (Hrsg.): Der Neue Pauly. Enzyklopädie der Antike, Sonderausgabe. Wissenschaftliche Buchgesellschaft, Darmstadt 2015, ISBN 978-3-534-26764-4 (Das klassische Altertum und seine Rezeptionsgeschichte: 18 Bände, 1 Registerband, inklusive Zusatzband Historischer Atlas der Antiken Welt).

### Sekundärliteratur
- Hubert Cancik, Matthias Kopp: „Der Neue Pauly“. EDV-gestützte Redaktion und Produktion einer Enzyklopädie. In: Historical Social Research/Historische Sozialforschung. Band 23, 1998, S. 128–136 (PDF, 458 kB)
- Manfred Landfester: Antikerezeption – ein enzyklopädisches Projekt. Der „Neue Pauly“. Teil II wird in Gießen herausgegeben. In: Spiegel der Forschung. 18, 2001, Heft 1, S. 70–75 (PDF, 1257 kB).